# Jan Rune Grave
Jan Rune Grave (* 8. Mai 1977 in Skien) ist ein ehemaliger norwegischer Nordischer Kombinierer.

## Werdegang
Seine ersten internationalen Rennen absolvierte Jan Rune Grave im Jahr 1996. 1998 debütierte er im B-Weltcup der Nordischen Kombination. Dort ging er in den folgenden Jahren regelmäßig an den Start. In der Saison 2000/01 gewann er ein Sprintrennen im finnischen Taivalkoski und die Gesamtwertung des B-Weltcups.
Am 23. November 2001 gab er bei einem Gundersen-Wettkampf, der in Kuopio stattfand, sein Debüt im Weltcup der Nordischen Kombination. Sein bestes Resultat in dieser Wettbewerbsserie erzielte er am 9. Januar 2002 im italienischen Val di Fiemme, als er gemeinsam mit Kristian Hammer und Preben Fjære Brynemo Sechster im Teamwettbewerb wurde. In Einzelwettkämpfen stellt ein siebter Platz, den er vier Tage zuvor in Schonach erreichen konnte, sein bestes Ergebnis dar.
Grave nahm an den Olympischen Winterspielen 2002 in Salt Lake City teil. Hier belegte er im Teamwettbewerb gemeinsam mit Lars Andreas Østvik, Sverre Rotevatn und Hammer den fünften Rang. In den Einzelwettbewerben kam er nicht über die Plätze 24 (Gundersen-Wettkampf von der Normalschanze) und 26 (Sprint von der Großschanze) hinaus.
Seinen letzten internationalen Wettkampf absolvierte Jan Rune Grave am 18. Dezember 2005 in Ramsau.

## Erfolge

### Olympische Winterspiele
- Salt Lake City 2002: 5. Team (K 90/4 × 5 km), 24. Gundersen (K 90/15 km), 26. Sprint (K 120/7,5 km)

### Weltcup-Platzierungen
| Saison  | Platz | Punkte |
| ------- | ----- | ------ |
| 2001/02 | 29.   | 374    |
| 2002/03 | 37.   | 084    |
| 2003/04 | 27.   | 136    |
| 2004/05 | 37.   | 097    |
| 2005/06 | 61.   | 012    |

### B-Weltcup-Siege im Einzel
| Nr. | Datum         | Ort         | Disziplin |
| --- | ------------- | ----------- | --------- |
| 1.  | 10. März 2001 | Taivalkoski | Sprint    |

### B-Weltcup-Platzierungen
| Saison  | Platz | Punkte |
| ------- | ----- | ------ |
| 1997/98 | 22.   | 057    |
| 1998/99 | 34.   | 051    |
| 1999/00 | 20.   | 115    |
| 2000/01 | 01.   | 229    |
| 2005/06 | 52.   | 063    |

### Grand-Prix-Platzierungen
| Saison | Platz | Punkte |
| ------ | ----- | ------ |
| 2003   | 12.   | 087    |